# Kasteel van l'Herbaudière
Het Kasteel van l'Herbaudière (Frans: Château de l'Herbaudière) is een kasteel in de Franse gemeente Saivres.